# Parc des Princes (Séville)
Pour les articles homonymes, voir Parc des Princes (homonymie).
Le Parc des Princes (Parque de los Príncipes en espagnol) est un parc de la ville de Séville (Espagne). Il est situé à l'ouest du district de Los Remedios.
Créé en 1973, il occupe une surface de 108 000 m2. Il est organisé comme un grand pré planté d'arbres, d'arbustes et de diverses plantes, parcouru par des chemins. Parmi les espèces végétales du parc, on retrouve de nombreuses roses, des orangers, des flamboyants bleus, des tipas et des pruniers japonais. Le parc possède un étang qu'une passerelle enjambe et où vivent des canards.
À l'occasion de l'exposition universelle de 1992, une petite place de jeu pour les enfants, la Glorieta de Viena, y est créée. Elle symbolise l'amitié entre les villes de Séville et de Vienne.
Il est prévu, selon un accord signé en 2005, d'augmenter sa surface de 100 000 m2.